# Adolph Gottlieb
Pour les articles homonymes, voir Gottlieb.
Adolph Gottlieb, né le 14 mars 1903 à New York et mort le 4 mars 1974 dans la même ville, est un peintre et sculpteur américain, membre fondateur du groupe The Ten créé en 1935.
Gottlieb a étudié les beaux arts à la Parsons The New School for Design de New York.
Il fait partie du mouvement expressionniste abstrait. Il sera fortement influencé par la peinture de Cézanne, de Matisse et de Fernand Léger lors de ses études à Paris.

## Citations
« Pour moi, certaines prétendues abstractions n’ont rien à voir avec l’abstraction. Au contraire, il s’agit du réalisme de notre temps. »

## Ses œuvres
- Blast#1, 1957

## Liens
- (en) fondation Gottlieb